# Feigenschnecken
Die Feigenschnecken (Ficidae) sind eine Familie mariner Schnecken, die in flachen tropischen Meeren vorkommen. Sie leben räuberisch und fressen Polychaeten.

## Merkmale
Die Gehäuse sind rechtsgewunden und niedrigkonisch. Die Mündung ist lang und schmal. Das untere Ende ist meist zu einem langen Siphonalkanal ausgezogen. Die Adultgröße der Gehäuse reicht dabei von etwa 4 bis 13 cm. Sie sind normalerweise von zwei Mantellappen fast vollständig bedeckt. Der Fuß ist relativ groß, ebenso das Propodium. Es ist kein Operculum vorhanden. Der Kopf ist klein mit Tentakeln; an deren basalen Verdickungen sitzen die Augen. Die Tiere sind getrenntgeschlechtlich. Die Frühentwicklung ist kaum untersucht. Die wenigen vorliegende Befunde deuten auf eine dotterreiche Entwicklung hin (Schlüpfen von fertigen kleinen Tierchen, keine Veliger-Larven).

## Lebensweise
Die Vertreter der Familie leben auf sandigen und schlammigen Böden im Gezeitenbereich und küstennahen Flachwasser. Wenige Arten dringen in tiefere Bereiche (bis 800 m) vor. Die Tiere bewegen sich mit ihrem großen Fuß über das Sediment und jagen dort Polychaeten.

## Systematik
Die weitere systematische Untergliederung der Familie ist unsicher. Es werden bis zu vier Gattungen oder Untergattungen (von Ficus) unterschieden:
- Ficidae Meek, 1864
  - Ficus (Schnecke) Röding, 1798
  - Fulguroficus Grabau, 1904 (meist nur als Untergattung von Ficus betrachtet)
  - Priscoficus Conrad, 1866 (meist nur als Untergattung von Ficus betrachtet)
  - Ficopsis Conrad, 1864 (meist nur als Untergattung von Ficus betrachtet)